# Гемригхајм
Гемригхајм (њем. Gemmrigheim) општина је у њемачкој савезној држави Баден-Виртемберг. Једно је од 39 општинских средишта округа Лудвигсбург. Према процјени из 2010. у општини је живјело 3.939 становника. Посједује регионалну шифру (AGS) 8118018.

## Географски и демографски подаци
Гемригхајм се налази у савезној држави Баден-Виртемберг у округу Лудвигсбург. Општина се налази на надморској висини од 182 метра. Површина општине износи 8,2 km². У самом мјесту је, према процјени из 2010. године, живјело 3.939 становника. Просјечна густина становништва износи 479 становника/km².

## Међународна сарадња
| Мјесто | Држава    | Врста сарадње | Од    |
| ------ | --------- | ------------- | ----- |
| Дизи   | Француска | контакт       | 2000. |
| Извор  |           |               |       |